# Elderslie

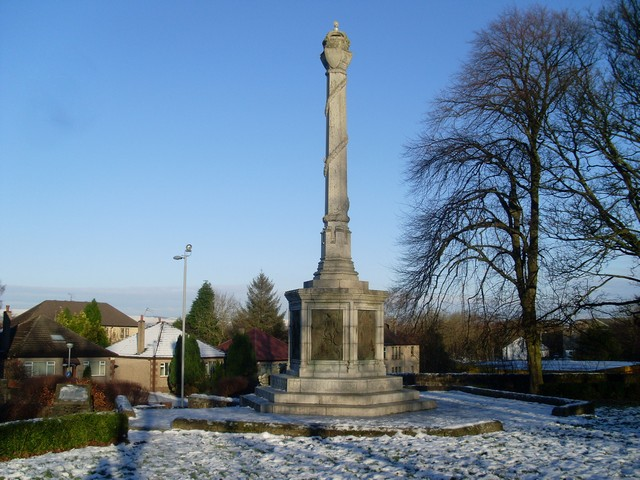
Monument i Elderslie över Sir William Wallace.

Elderslie (skotsk gaeliska Ach-na-Feàrna) är en ort i Skottland, och är en västlig förort till Glasgow. Här föddes Sir William Wallace år 1270. Folkmängden uppgick till 5 690 invånare 2012, på en yta av 2,53 km².